# Iballë
Iballë là một xã trong quận Pukë thuộc hạt Shkodër, Albania. Dân số năm 2005 là 2683 người.